# 刺陵
《刺陵》，是由台灣導演朱延平執導的動作冒險類两岸合拍電影，于2009年12月31日在台灣上映，周杰倫和林志玲領銜主演。總票房約3億6400萬（成本的73％），相較製片成本5億台幣，倒賠1億3600萬。

## 剧情
神秘守陵一族的喬飛（周杰倫飾）專門打擊盜墓的非法活動，進行保護古物的工作。喬飛的恩師小說家屠老大的女兒藍婷（林志玲飾）遭到盜墓一族綁架，要脅交出荒漠中失落古城的藏寶圖，屠老大遭到他人殺害。喬飛前去與綁架者排骨（曾志偉飾）一夥談判，另一集團繃帶刺客星期五中途殺入強奪藏寶圖。藏寶圖被小羽毛偷走，觸發沙塵暴影子軍團襲擊，眾人逃出沙漠。喬飛和藍婷偷溜，野心的排骨與考古界老手華爺（陳道明飾）聯手尋找古城，華爺是曾在多年前的尋找失落古城時唯一逃出的生還者。
喬飛隨著藏寶圖追蹤到浪人部落裡，首領叨十三郎（苗圃飾）是喬飛離鄉的舊識，刀刀不滿喬飛當年的離去，將藏寶圖大量印製發放，尋寶人全部起身出動。而實際上僅有喬飛和華爺兩群人馬看出藏寶圖的正確位置。相信愛情的刀刀，在大漠中不斷找尋大漠飛鷹（陳楚河飾），浪人部落的創立人，終生飄蕩於大漠南北，只有喬飛回來大漠飛鷹才會現身，最後刀刀擋身中劍，化解大漠飛鷹與喬飛之間的恩怨。
沙塵暴再度席捲荒漠，喬飛和華爺兩組人馬進入那失落的古城。除排骨外的兩名跟班皆因智缺而吃了毒菇，而變成活屍。來到古城最深處，藍婷慘遭古城守護淫魂附身，和喬飛大打出手，最後成功封印了淫魂，排骨則在池裡找到金條寶藏，古城即將崩潰。華爺憶起當年來到此地考古夥伴們罹難的過去，決定留下深埋其中。喬飛帶著藍婷逃出，隨後獨自驅車離去，藍婷發表了最新冒險尋寶小說「刺陵」，大受暢銷好評，原諒了她的父親。

## 演員
| 演員   | 角色             | 粵語配音 |
| 周杰倫 | 喬飛             | 梁偉德   |
| 林志玲 | 屠藍婷           | 劉惠雲   |
| 陳道明 | 華爺（華定邦）   | 招世亮   |
| 曾志偉 | 排骨             | 林保全   |
| 苗 圃  | 刀刀（刀十三郎） | 鄭麗麗   |
| 陳楚河 | 大漠飛鷹         | 何承駿   |
| 劉畊宏 | 星期五           | 潘文柏   |
| 曾 江  | 屠老大           | 張炳強   |
| 黃一飛 | 酒吧老板         | 陳永信   |
| 曾虹暢 | 星期三           |          |
| 彭 波  | 總編             | 朱子聰   |
| 潘宏良 | 歪頭             | 陳廷軒   |
| 劉 波  | 拐腿             | 雷霆     |
| 連 晉  | 考古隊員乙       |          |
| 郝 漢  | 小羽毛           | 蔡惠萍   |
| 李文成 | 小喬飛           |          |
| 關曉彤 | 小藍婷           | 劉惠雲   |
| 董 慧  | 小刀十三郎       | 鄭麗麗   |
| 柯叔元 | 柯元             |          |

## 原聲帶
主題曲「帶我飛」
詞：林志玲　曲：周杰倫
演唱：林志玲
插　曲「玫瑰」
詞：劉家昌　曲：劉子千　編曲：劉子千

## 票房評價
《刺陵》票房惨淡且無法回收成本。其耗資五億新臺幣，臺灣票房上映42天，票房1400萬新臺幣；中國大陸票房約7千萬人民幣（約3億5千萬新臺幣），相較於製片成本5億台幣，倒賠1億3600萬。
臺灣跨年檔期首週票房僅收益328萬新臺幣，當週排行第四，輸給上映两周的《十月圍城》673萬新臺幣。當時片商長宏影視向土地銀行貸款8千萬拍片與中國電影集團和香港英皇集團合作拍攝，2009年3月拍攝期間以老闆吳敬、吳敦兄弟為連帶保證人，向土地銀行消費貸款8000萬元，約定貸款期限為1年6個月，分月或分季攤還。後因票房失利，無力還款。2010年5月、12月兩度與土銀協商換約，還款期限延展至104年6月、分46期償還，但自2011年9月起，長宏影視即未再繳還本息，貸款視同全部到期，土銀遂向台北地院聲請清償借款，台北地院清算債務，確定長宏先後只還款779萬元，判決長宏與吳敦兄弟應清償土銀7121萬元，並追計利息、違約金。導演朱延平對於《刺陵》賠錢深感愧疚，他說：「拍電影有賺有賠，很遺憾沒有幫老闆賺到錢，我覺得很內疚。」他表示當初有向吳敦說抱歉，就算吳敦有生氣也沒有表現出來。朱延平說：「他沒有怨我，氣度很大。」
中國大陸首屆「金掃帚獎」公佈得獎名單，《刺陵》得到「最令人失望影片獎」，而女主角林志玲獲得「最令人失望女演員獎」，影評認為表演生疏，表演動作場面像一場綜藝晚會，全然的花瓶角色。
《刺陵》並被PTT電影版票選為「2009年最爛電影」第一名，至今仍為版上最常被調侃的電影。由於《刺陵》跟《阿凡達》上映的時間太過接近，兩齣電影反差太大，以至於被作家九把刀調侃「既生刺陵，何生阿凡達」。

## 獎項
| 獎項               | 名字   |
| ------------------ | ------ |
| 最令人失望影片獎   |        |
| 最令人失望女演員獎 | 林志玲 |

| 獎項           |
| -------------- |
| 2009年最爛電影 |